# Templ Grandin
Templ Grandin (engl. Temple Grandin; Boston, 29. avgust 1947) američka je doktorica nauka (grana stočarstvo) i profesorka na Državnom univerzitetu Kolorado, autorka bestselera i savetnica u stočarskoj industriji za ponašanje životinja. Kao osoba s visokofunkcionalnim autizmom Grandinova je takođe zapažena kao aktivistkinja za autizam i kao izumiteljka tzv. mašine za grljenje (hug machine ili squeeze machine), dizajnirane da smiruje hipersenzibilne osobe. Prema njenom životu je 2010. snimljen film Templ Grandin.

## Detinjstvo, mladost i obrazovanje
Grandin je rođena u Bostonu, u porodici Ričarda Grandina i Justaši Katler. Dijagnostikovali su joj autizam kada je imala samo dve godine (1950). Bilo joj je dijagnostikovano oštećenje mozga, te je pohađala predškolu u kojoj su, prema njenom mišljenju, predavali dobri učitelji i učiteljice. Grandinina majka je razgovarala s lekarom koji je predložio terapiju govora, te je ona angažovala dadilju koja je provodila sate igrajući se s Grandin i njenom sestrom.
Nakon što je završila školu Hempšir kantri, internat za talentovanu decu u Rindžu (Novi Hempšir), 1966. godine, Grandin je završila dodiplomske studije psihologije na Fakultetu Frenklin Pirs 1970. godine, magistrirala stočarstvo na Državnom univerzitetu Arizona 1975. godine, te doktorirala na Univerzitetu u Ilinoisu (Urbana-Champaign). Godine 1989. Grandin je dobila počasni doktorat na ontarijskom Veterinarskom fakultetu Univerziteta Gelf u Ontariju (Kanada), na skupštini 2012. godine gde je bila glavna govornica.

## Karijera
Grandin je filozofska votkinja pokreta za dobro životinja i prava autističnih osoba. Oba pokreta navode njen rad u vezi s dobrobiti životinja, neurologijom i filozofijom. Ona razume anksiozni osećaj koji nastaje zbog pretnji iz okoline, te osećaj odbačenosti i straha, koji daje motivaciju njenom radu u humanom postupanju sa stokom. Njena poslovna mrežna stranica promovise poboljšanje standarda u klanicama i stočnim farmama. PeTA joj je dodelila 2004. nagradu Progi, u kategoriji „vizionar/vizionarka”.
Jedan je od njenih važnijih eseja o dobrobiti životinja u kojem polazi od pretpostavke da su životinje tehnički vlasništvo našeg društva, kojima zakon konačno daje etičku zaštitu ili prava.

## Privatni život
Grandin kaže da „deo drugih ljudi koji ima emocionalne odnose nije deo nje”, te se nikad nije udavala ili imala decu. Osim rada u stočarstvu, za dobro životinja i za prava autističnih osoba, njeni drugi interesi uključuju jahanje, naučnu fantastiku, filmove i biohemiju. Ona opisuje socijalizaciju s drugima kao „dosadnu”, te nije zainteresovanaa za čitanje ili gledanje emocionalnih problema ili odnosa.

## Spoljašnje veze
- Grandin
- Ted
- PeTA